# Daśaratha
Daśaratha (sanskryt दशरथ) – władca indyjskiego imperium Maurjów rządzący prawdopodobnie w latach 232–224 p.n.e., wnuk i następca Aśoki Wielkiego. Kontynuował społeczną i religijną politykę swego dziadka. 
Pod względem politycznym okres panowania Daśarathy jest czasem rozpadu imperium Maurjów. Krótko po śmierci Aśoki, jeden z jego synów, Jalauka, utworzył niepodległe królestwo ze stolicą w Kaszmirze, a Virasena, inny syn zmarłego władcy, ogłosił się królem w Gandharze.
Zdaniem niektórych historyków (np. Vincenta Smitha i Romili Thapar) już bezpośrednio po śmierci Aśoki doszło do podziału imperium między Daśarathę i Kunala (syna zmarłego władcy). 